# Коломакский район
Колома́кский район (укр. Коломацький район) — упразднённая административная единица на западе Харьковской области Украины. Административный центр — посёлок городского типа Коломак.
Существовал с марта 1923 года по 1959 и с 1998 по июль 2020 года.

## География
Площадь — 330 км². Район граничит на севере с Краснокутским, на востоке — с Валковским районами Харьковской области, на юго-западе — с Чутовским районом Полтавской области.
Основные реки — Коломак, Шляховая.

## История
Территория современного Коломака и его околиц была заселена в середине первого тысячелетия до нашей эры скифскими племенами, о чём свидетельствуют городища в урочище Лозовой Яр и вблизи села Гришково. В 4—6 столетиях территория была довольно плотно заселена протославянскими (анты — черняховская археологическая культура) и протогерманскими (готская) племенами, о чём свидетельствуют находки римских и византийских монет, предметов обихода и вооружения.
Впервые Коломакское городище упоминается в летописи за 1571 год. Название своё оно получило от реки Коломак, на берегу которой осели первые поселенцы. Наиболее вероятно, что название реке дали ещё половцы, которые населяли эти места в IX—XII вв. (тюркское «коломак» — разветвлённая, заболоченная река).
Время основания нынешнего Коломака точно не установлено, хоть и относят его к 1668 году. В начале второй половины XVII ст. переселенцы с Правобережной Украины основали тут острог. Его жители несли службу на оборонной линии по речкам Северский Донец и Коломак.
- Район образован весной 1923 года.
- В 1959 году Коломакский район был расформирован. Его территория была присоединена к Валковскому району Харьковской области.
- В конце 1998 года Коломакский район был воссоздан в новых границах.
- 17 июля 2020 года в рамках украинской административно-территориальной «реформы» по новому делению Харьковской области[2] район был ликвидирован;[3] его территория присоединена к Богодуховскому району.

## Демография
Население района составляет 6 762 человека.

## Административное устройство
Район включает в себя:
| - Поселковых советов: 1 - Сельских советов: 3 | - Посёлков городского типа: 1 - Сёл: 32 |

### Местные советы
| Коломакский поселковый совет Покровский сельский совет Резуненковский сельский совет | Шелестовский сельский совет |

### Населённые пункты
| с. Андрусовка с. Анновка с. Белоусово с. Бондаревка с. Бровковое с. Вдовичино с. Гладковка с. Григоровка с. Гришково с. Гуртововка с. Дмитровка с. Калениково | с. Кисовка пгт Коломак с. Крамаровка с. Латышовка с. Логвиновка с. Мирошниковка с. Нагально с. Николаевка с. Новоивановское с. Панасовка с. Пащеновка с. Петропавловка | с. Подлесное с. Покровка с. Прядковка с. Резуненково с. Сургаевка с. Трудолюбовка с. Цепочкино с. Шелестово с. Явтуховка |

#### Ликвидированные населённые пункты
| с. Евтушенково с. Куцевка с. Лесное | с. Малая Кисовка пос. Мирное с. Сенькова Балка | с. Степовое с. Терничкова Балка |

## Экономика
Сельское хозяйство играет основную роль в экономике Коломакского района.
В районе действует 11 сельскохозяйственных предприятий разной формы собственности и 18 фермерских хозяйств.
Распределение земель в районе:
| - пахотные земли — 22 тыс. га; - пастбища — 1,8 тыс. га; - сенокосы — 1,1 тыс. га; | - леса — 4,9 тыс. га; - лесопосадки — 0,3 тыс. га. |

Промышленность в районе представлена предприятиями: ООО «Новоивановский сахарный завод» и ЗАО «Коломакское ХПП».

## Объекты социальной сферы
В Коломакском районе также есть:
| - 3 общеобразовательные школы, в которых обучается 686 учеников, - 4 дошкольных заведений, где воспитываются 230 ребёнка, - Дом детского и юношеского творчества, - Районный дом культуры, - Музыкальная школа | - 8 сельских клубов, - 7 сельских библиотек-филиалов, - Хоровой коллектив, - 2 вокально-инструментальных группы. |

Районные организации охраны здоровья включают:
- центральную районную больницу с поликлиникой,
- 3 амбулатории семейной медицины,
- 5 фельдшерско-акушерских пунктов.

В пгт Коломак выходит районная газета «Коломацький край».